# Propstei Warmbrunn
Die ehemalige Propstei Warmbrunn in Cieplice Śląskie-Zdrój (deutsch Bad Warmbrunn), einem Stadtteil von Jelenia Góra in der Woiwodschaft Niederschlesien in Polen war bis zur Säkularisation 1810 Filiale des Klosters Grüssau im Herzogtum Schweidnitz.

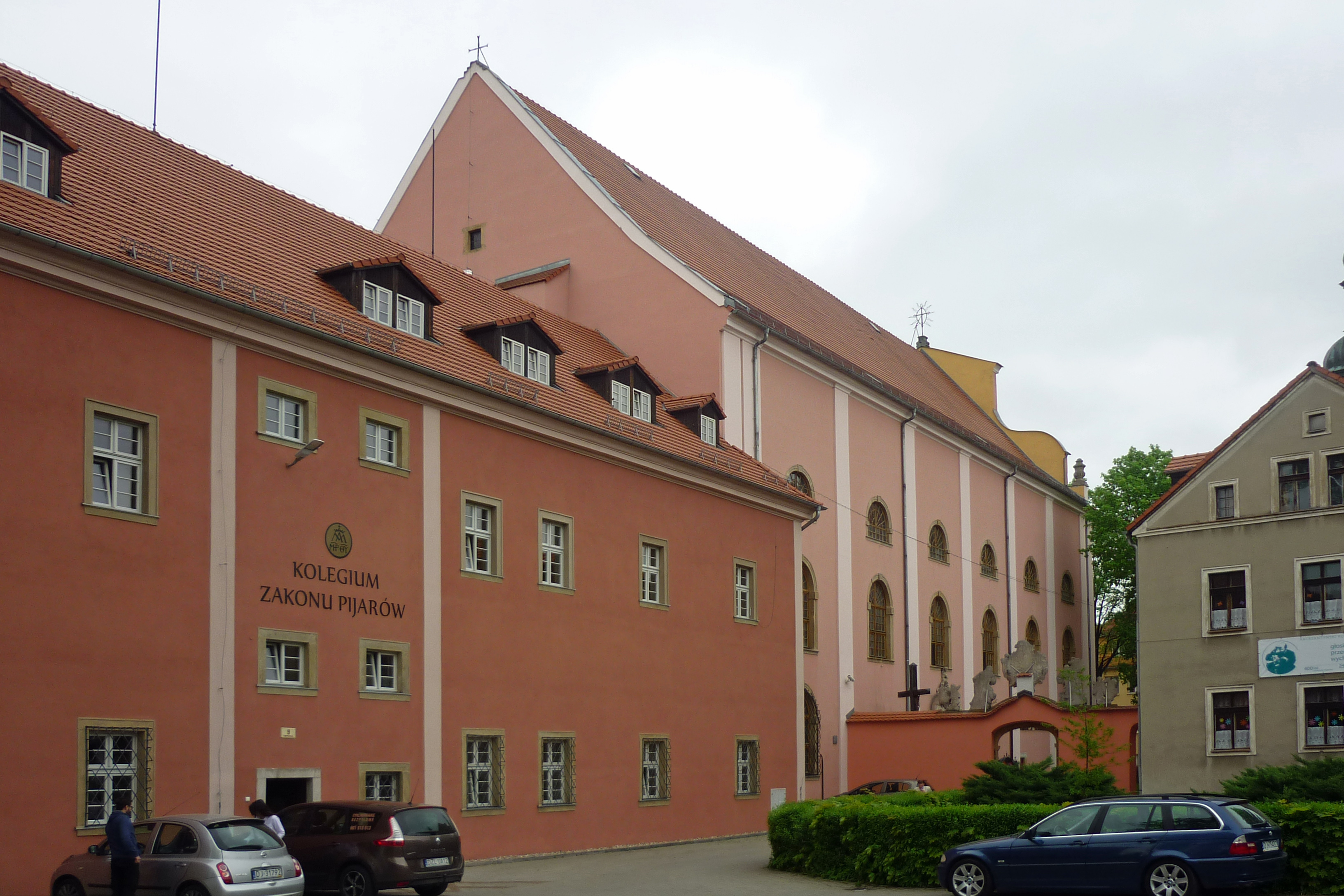
Propsteigebäude

## Geschichte
1381 erwarb Gotsche II. Schoff Besitzrechte an Warmbrunn. Zum Ansehen hoher Adelsfamilien gehörte auch die Stiftung eines Hausklosters. Das Hauskloster geht zurück auf eine mittelalterliche Eigenkirche bzw. noch weiter auf einen heidnischen Eigentempel. Nach dem Investiturstreit wurde der Einfluss von Laien jedoch zurückgedrängt und es entwickelte sich das Patronatsrecht des Hochmittelalters. 1403 schenkte Gotsche II. Schoff den Zisterziensern des Klosters Grüssau Grundbesitz in Warmbrunn. Diese siedelten hier ein Priorat mit sechs Mönchen an. Die Propstei erhielt das Patronatsrecht, auch wenn darüber Uneinigkeit mit den Schaffgotsch bestand, die jedenfalls auch noch Vorrechte besaßen, etwa ein Präsentationsrecht bei der Ernennung des Propstes. In Warmbrunn besaß der Orden ein Vorwerk, den Spittelwald, eine Mühle, den Herischhof, Fischereirechte im Zacken, den Kretscham und eine warme Quelle, die später als Propsteibad genutzt wurde. Später gehörte auch das Dorf Voigtsdorf zur Propstei.
Das Verhältnis zwischen den Grundherren Schafftgotsch und dem Kloster Grüssau verschlechterte sich zusehends, insbesondere nachdem diese zum Protestantismus übergetreten waren und zudem einen protestantischen Geistlichen zum Pfarrer der Propsteikirche ernannt hatten. Das Kloster Grüssau musste an den böhmischen Landesherrn und späteren Kaiser Ferdinand I. 100 000 Taler Sondersteuer zahlen. Deshalb verpfändete das Kloster Grüssau die Propstei von 1572 bis 1614 an die Schaffgotsch. Hans Ulrich von Schaffgotsch verpachtete die Propstei 1617 weiter an den Scholzen von Voigtsdorf. Zudem setzten die Schaffgotsch einen evangelischen Pfarrer an der Propsteikirche ein. Wegen seiner Kontakte zu Wallenstein wurde Hans Ulrich jedoch 1635 hingerichtet und seine Güter eingezogen. Die Grüssauer Äbte versuchten daraufhin, Warmbrunn wieder in ihren Herrschaftsbereich zu bringen, wobei sie die Propsteikirche wieder mit einem katholischen Geistlichen besetzten. Hans Ulrichs Sohn Christoph Leopold von Schaffgotsch erhielt 1650 Teile des Familienbesitzes, u. a. Warmbrunn, zurück.
Nachfolgend versuchte das Kloster Grüssau u. a. durch exorbitante Stolgebühren die Bevölkerung zu katholisieren. Auch die barocke Gestaltung der Propstei und des Ortes sollte die Bevölkerung zum Katholizismus zurückbringen. Trotzdem blieb ein großer Teil der Warmbrunner Bevölkerung evangelisch. Jedoch mussten sich die Evangelischen nach den Friedensbestimmungen von 1648 an das katholische Leben im Herzogtum Schweidnitz-Jauer anpassen.

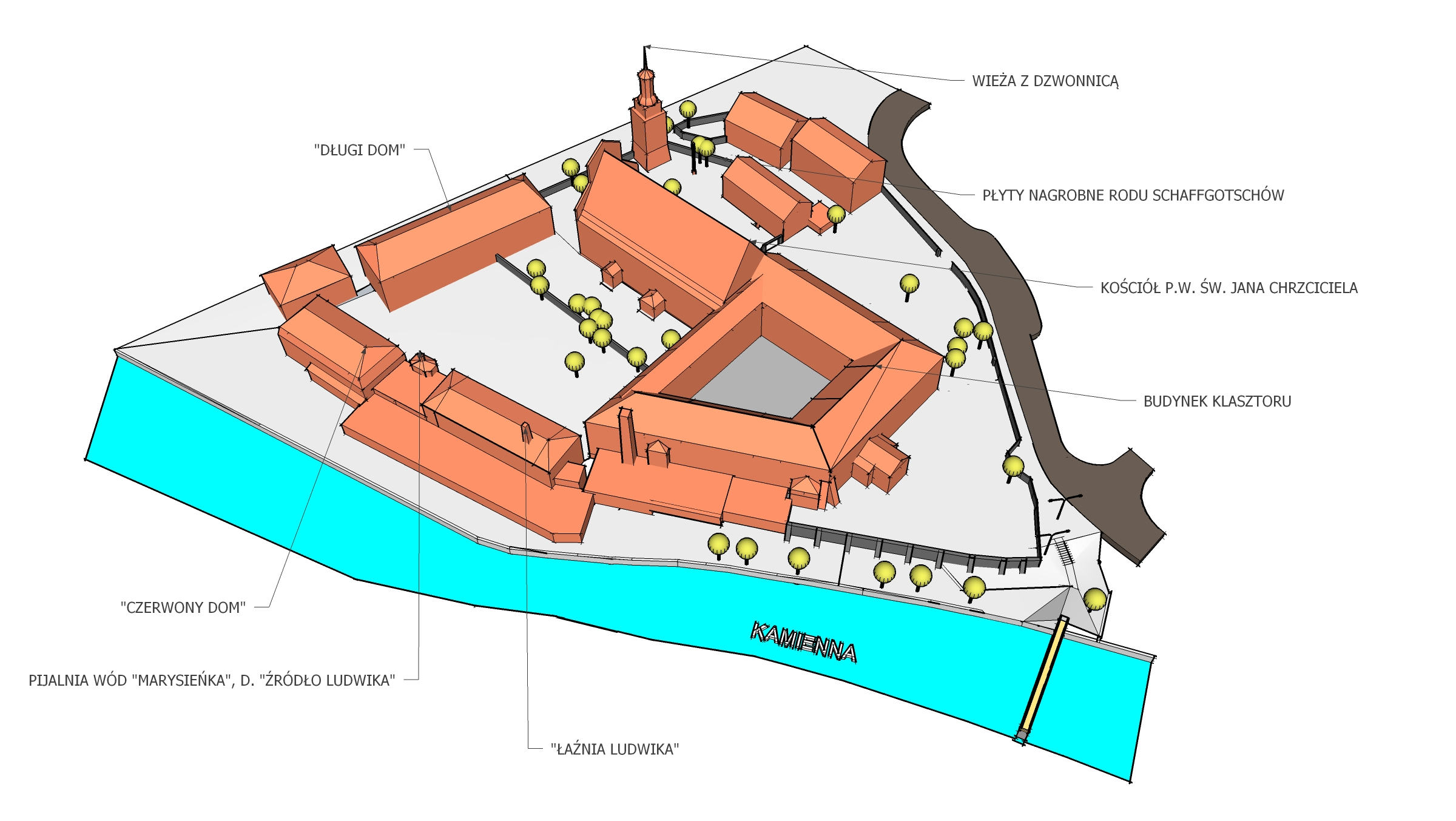
Gebäudekomplex der Propstei

Das heutige Konventsgebäude wurde von 1586 bis 1587 errichtet, wahrscheinlich aufbauend auf einem Vorgängerbau aus dem 15. Jahrhundert. Bei einem Brand im Jahr 1691 brannten viele Teile der mittelalterlichen Klosterbauten ab. Das Propsteibad wurde 1692 als massiver Steinbau errichtet. 1711 brannte die Propsteikirche ab und wurde von 1712 bis 1714 neu erbaut. Zu den bestehenden drei Flügeln wurde ein vierter hinzugefügt, wodurch ein kompaktes Gebäudequadrat entstand.
Nach der Säkularisierung im Jahr 1810 wurde der Südflügel des Gebäudes von der Kirchgemeinde übernommen; der Rest wurde von der Familie Schaffgotsch für ihr Familienarchiv genutzt. Nach 1834 wurde hier auch die berühmte Majoratsbibliothek der Schaffgotsch untergebracht, die mit über 80.000 Bänden zu den größten Privatbibliotheken im damaligen Deutschland zählte. Auch die Schaffgotsche Altertümersammlung, darunter die Rüstkammer, wurde der Öffentlichkeit zugänglich gemacht.
Nach dem Übergang Schlesiens 1945 an Polen infolge des Zweiten Weltkriegs ging ein Teil der ehemaligen Zisterzienserpropstei, die der Familie Schaffgotsch gehörte, in staatlichen Besitz über und wurde als Kurort genutzt. Die Büchersammlung und die Archive der Schaffgotsch wurden in die Sammlungen der Nationalbibliothek in Warschau und anderer polnischer Bibliotheken und vieler polnischer Museen aufgenommen.
Der Abtransport der Schaffgot’schen Sammlung, also deutschen Kulturguts, fand nach 1945 an vielen Orten in Niederschlesien statt. Stanisław Lorentz sah diese Überführungen durch ein moralisches polnisches Recht auf Entschädigung für die von den Deutschen während des Krieges zerstörten Kunstwerke gedeckt.
Im Propsteigebäude wurde 1965 ein Naturkundemuseum eingerichtet. Außerdem besteht hier ein virtuelles Museum für Barockfresken in Niederschlesien.

## Verweise
- www.wirtualnefreski.pl virtuelles Museum für Barockfresken
- https://visitkarkonosze.com/de/133-karkonosze-naturkundemuseum-in-jelenia-gora Naturkundemuseum